# 李凡诺夫公馆旧址
李凡诺夫公馆系俄罗斯茶商李凡诺夫在汉口的别墅，位于今汉口江岸区洞庭街60号。1873年他将自己的顺丰砖茶厂迁至汉口，1902年他修建了公馆，位于法国领事馆对面。俄国革命之后，俄国国内经济萧条，李凡诺夫移居美国。该建筑为三层砖木结构的俄罗斯民居，顶层有封闭式阳台，外墙为清水红砖，室内为木质装修。